# Tommy Dreyfus
Tommy Dreyfus (* 1946) ist ein israelischer Mathematikpädagoge. Er war Hochschullehrer an der Universität Tel Aviv und wurde 2014 emeritiert.
Dreyfus ist ausgebildeter theoretischer und mathematischer Physiker. Er verfasste Veröffentlichungen über Eigenwertprobleme, die S-Matrix und magnetische Strukturen in kristallinen Festkörpern, bevor er sich der Mathematikpädagogik zuwandte. 1969 erhielt er sein Diplom in theoretischer Physik an der ETH Zürich und im selben Jahr sein Lehrerdiplom in Mathematik und Physik. 1975 wurde er an der Universität Genf in Physik promoviert (Dissertation: On the Number of Bound States and the Determinant of the Scattering Matrix). 1975 bis 1977 war er Post-Doktorand (Lady Davis Postdoctoral Fellow) an der Hebräischen Universität in Jerusalem und 1977 bis 1978 am Weizmann-Institut. Ab 1978 war er Lecturer, ab 1982 Senior Lecturer, ab 1988 Associate Professor und ab 1995 Professor am Center for Technological Education in Cholon bei Tel Aviv. 2001 wurde er Professor an der Universität Tel Aviv (Constantiner School of Education, Abteilung Pädagogik von Mathematik, Naturwissenschaften und Technologie), an der er 2014 emeritiert wurde.
Er war Gastprofessor an der ETH Zürich, an der San Diego State University, der Autonomen Universität Barcelona, der Universität Fribourg, der Concordia University in Montreal, der Universität Bremen (2007), der Universität Auckland, der Arizona State University und der New York University.
Ab Ende der 1970er Jahre befasste er sich mit der Konzeptualisierung von mathematischen Objekten durch Schüler, zum Beispiel dem Begriff der Funktion, sowie der Rolle von Visualisierung, Ästhetik und Intuition in mathematischem Denken. Später befasste er sich mit dem Lehrprozess im Klassenraum und epistemologischen Fragen (Abstrahieren, Beweisen). Ende der 1990er Jahre entwickelte er mit Baruch Schwarz und Rina Hershkowitz die AiC-Theorie (Abstraction in Context), die international einflussreich war sowohl für die Forschung als auch für die Schulpraxis (Leistungskontrolle von Schülern).
Außerdem war er drei Jahre Chefredakteur von Educational Studies in Mathematics (seit 1990 im Herausgebergremium) und aktiv in der internationalen Organisation der Forschung zur Mathematikpädagogik, zum Beispiel in der Gruppe PME (Psychology in Mathematics Education) und in der ERME (European Society for Research in Mathematics Education).
2019 erhielt er die Felix Klein Medal der International Commission on Mathematical Instruction.

## Schriften (Auswahl)
- Why Johnny can’t prove (with apologies to Morris Kline), Educational Studies in Mathematics, Band 38, 1981, S. 85–109 (wieder abgedruckt in Dina Tirosh (Hrsg.), Forms of Mathematical Knowledge, Kluwer 1999)
- mit Theodore Eisenberg: Intuitive functional concepts: A baseline study on intuitions, Journal for Research in Mathematics Education, 1982, S. 360–380
- mit T. Eisenberg: On the aesthetics of mathematical thought, For the learning of mathematics, Band 6, 1986, S. 2–10
- mit P. W. Thompson: Integers as transformations, Journal for Research in Mathematics Education, Band 19, 1988, S. 115–133.
- mit Shlomo Vinner: Images and definitions for the concept of function, Journal for Research in Mathematics Education, Band 20, 1989, S. 356–366
- Advanced mathematical thinking, in: Perla Nesher, Jeremy Kilpatrick (Hrsg.), Mathematics and Cognition: A Research Synthesis by the International Working Group for the Psychology of Mathematics Education, Cambridge University Press, 1990.
- Advanced mathematical thinking processes, in: D. Tall (Hrsg.), Advanced mathematical thinking, Kluwer 1991, S. 25–41
- mit T. Eisenberg: On the reluctance to visualize in mathematics, in: W. Zimmermann, S. Cunningham (Hrsg.), Visualization in teaching and learning mathematics, Washington D. C.: MAA, 1991, S. 25–37
- On the status of visual reasoning in mathematics and mathematics education, Proc. 15th Conf. of the Int. Group for the Psychology of Mathematics, Band 1, 1991, S. 33–48
- Didactic design of computerized learning environments, in: C. Keitel, K. Ruthven (Hrsg.), Learning from computers: mathematics education and technology, Springer, NATO ASI Series F: Computer and System Sciences, Vol. 121, 1993, s. 101–130.
- Imagery and reasoning in mathematics and mathematics education, in: D. Robitaille, D. Wheeler,  C. Kieran  (Hrsg.), Selected Lectures from the 7th International Congress on Mathematical Education, Sainte-Foy, Québec, Les presses de l'université Laval, 1994, S. 107–122.
- mit T. Eisenberg: On understanding how students learn to visualize function transformations, Research in collegiate mathematics education, Band 1, 1994, S. 45–68
- mit N. Hadas:  Proof as answer to the question why, Zentralblatt für Didaktik der Mathematik, Band 28, 1996, S. 1–5.
- mit T. Eisenberg: Mathematical Thinking, in: The nature of mathematical thinking, 1996, S. 253–284
- mit Rina Hershkowitz, Baruch Schwarz: Abstraction in context: epistemic actions, Journal for Research in Mathematics Education, Band 32, 2001, S. 195–222.
- mit R. Hershkowitz, B. Schwarz: Abstraction in context: The case of peer interaction, Cognitive Science Quarterly, 2001
- mit P. Tsamir: Ben's consolidation of knowledge structures about infinite sets, The Journal of Mathematical Behavior, Band 23, 2004, S. 271–300
- mit M. Hoch: Structure Sense in High School Algebra: The Effect of Brackets, International Group for the Psychology of Mathematics Education, 2005
- mit B. Liz, J. Mason, P. Tsamir, A. Watson, O. Zaslavsky: Exemplification in mathematics education, Proceedings of the 30th Conference of the International Group for the Psychology of Mathematics, Band 1, 2006, S. 126–154
- mit Gila Ron, R. Hershkowitz: Partially correct constructs illuminate students’ inconsistent answers, Educational Studies in Mathematics, Band 75, 2010, S.  65–87.
- Herausgeber mit R. Hershkowitz, B. Schwarz: Transformation of Knowledge through Classroom Interaction, Routledge 2009
- mit C. Yoon, M. O.  Thomas: Grounded blends and mathematical gesture spaces: Developing mathematical understandings via gestures, Educational Studies in Mathematics, Band 78, 2011, S. 371–393.
- mit E. Nardi, R. Leikin: Forms of proof and proving in the classroom, in: G. Hanna, M. de Villiers (Hrsg.), Proof and proving in mathematics education – the 19th ICMI study, New ICMI Study series 15, Dordrecht: Springer 2012, S. 191–213
- Mutual expectations between mathematicians and mathematics educators (mit Beiträgen von U. Onn, I. Mamona-Downs, S. Lerman), in: M. Fried, T. Dreyfus (Hrsg.), Mathematics and mathematics education: searching for common ground, Springer: Advances in Mathematics Education Series, 2014, S. 57–71.
- mit A. Kouropatov: Learning the integral concept by constructing knowledge about accumulation,  ZDM - The International Journal on Mathematics Education, Band 46, 2014, S. 533–548.
- mit R. Hershkowitz, M. Tabach, C. Rasmussen: Knowledge shifts in a probability classroom – a case Study coordinating two methodologies, ZDM - The International Journal on Mathematics Education, Band 46, 2014, S. 363–387.
- mit C. Sabena, I.Kidron, F. Arzarello: The epistemic role of gestures, in: A. Bikner-Ahsbahs, S. Prediger (Hrsg.), Networking of theories as a research practice, Springer, Advances in Mathematics Education series, 2014, S. 127–151.
- mit R. Hershkowitz, B. Schwarz: The nested epistemic actions model for abstraction in context - theory as methodological tool and methodological tool as theory, in: A. Bikner-Ahsbahs, C. Knipping, N. Presmeg (Hrsg.), Approaches to qualitative research in mathematics education: Examples of methodology and methods, Springer, Advances in Mathematics Education series, 2015, S. 185–217.
- mit G. Ron, R. Hershkowitz: Partially correct constructs for the area-square model in probability, Journal of Mathematical Behavior, Band 45, 2017, S. 15–34.
- mit M. Gabel: Affecting the flow of a proof by creating presence - a case study in Number Theory, Educational Studies in Mathematics, Band 96, 2017, S. 187–205.